# 上間江望
上間江望（日语：／ Uema Emi，10月2日—）是日本的女性聲優，岐阜縣出身。Bit Promotion所屬。

## 人物
喜歡中川翔子，在聽過《天元突破 紅蓮螺巖》的主題曲並看過整部動畫後開始認識聲優這份工作，並決定為了成為聲優而努力。
日本播音演技研究所出身。2013年10月1日加入Bit Promotion。
曾是Tifan的主唱（2016年4月1日解散）。

## 演出作品

### 電視動畫
2014年
- 結城友奈是勇者[1]（少女）

2017年
- 單蠢女孩（光之美少女B、廣播）

### 遊戲

#### 一般遊戲
2012年
- 少女☆射擊（姬野亞里沙、里中露露[1]）

2014年
- 萬千回憶（魔刃殺手蘇菲亞[1]）
- 子彈少女（神代海凪[3]）
- 流線系星際戰軌 2nd Season（常磐[1]）

2015年
- ω迷宮（帕伊[4]）
- 少女☆射擊 DOUBLE PEACE（神園忍[5]）
- 魔女戀愛日記 Dragon×Caravan（黑龍[6]）

2016年
- 偶像生死鬥TV（茅崎千春[7]）
- 子彈少女2（神代海凪[8]）
- Paiza Online Hackathon 8（安藤千佳）

2017年
- 少女前線（UMP40）

2018年
- 被妳的眼神所打動（桐原步鳥）※PS4、PS Vita、Switch版

2019年
- 陪睡女友～緊緊抱著你～（熊倉朝音[9]）※PS4、PS Vita、Switch版

#### 成人遊戲
2017年
- 被妳的眼神所打動（桐原步鳥[10]）

2018年
- 陪睡女友～緊緊抱著你～（熊倉朝音[11]）※Windows版

### RADIO
- Emily Channel（Bit Promotion官方頻道內：2014年6月26日－）[12][13]
- （超!A&G+：2015年4月13日－2016年4月2日）[14]
- 本氣！AniLove（超!A&G+：2016年4月5日－）

### 活動
- INTI CREATES FAN FESTA 2015 INTI CREATES FAN MEETING[15][16]

## 外部連結
- 事務所官方簡歷（页面存档备份，存于）（日語）
- 個人BLOG（页面存档备份，存于）（日語）
- 上間江望的X（前Twitter）（日語）